# 馬好王国〜UmazuKingdom〜
『馬好王国〜UmazuKingdom〜』（ウマズキングダム）は、一部のフジテレビ系列北・東日本地域にて、2017年1月8日から2023年10月1日まで毎週日曜日 1:15 - 1:45（土曜深夜、JST）に放送されていた競馬情報バラエティ番組である。

## 概要
当番組は、2013年から4年間続いた『うまズキッ!』が、その競馬愛から、お台場特別区内で独立し、1つの新国家『馬好王国』を作ったというコンセプトのもと、『うまズキッ!』で培ったノウハウを継承しながら、馬好きな国民を増やすべく、様々なことにチャレンジし、競馬の楽しさを伝えていく番組である。2021年1月より放送5年目に突入し、前身番組『うまズキッ!』の放送期間を上回り、さらに7月には同枠で1番長く放送されていた『うまなりクン』の放送期間も上回り、歴代1位の放送期間となっている。
国王（メインMC）はDAIGO。プリンセス（レギュラーMC）は、『うまズキッ!』から引き続き、小嶋陽菜と白石麻衣（当時乃木坂46）が務め、2018年3月25日の放送をもって白石が番組を卒業し、同年4月8日の放送から松村沙友理（乃木坂46）が務める。また、国王とプリンセスをサポートする執事（進行）は、堤礼実（フジテレビアナウンサー）が務め、2019年1月6日の放送をもって堤が番組を卒業し、同年1月13日の放送から小澤陽子（フジテレビアナウンサー）が務める。
2020年3月22日の放送をもって小嶋と松村が番組を卒業し、同年4月5日の放送から神部美咲が務める。
当番組では「日本ダービー（東京優駿）」「ジャパンカップ」「有馬記念」など注目度の高いGIレース当日は、スタジオ予想を中心に展開する。
また『うまズキッ!』で好評を博した人気企画「こじはる3連単5頭BOX」、「目指せ100万円!炎の自腹1点勝負」、「競馬ウソのような本当の話」などは継続していく。
ただし、ドバイワールドカップの中継がある日は番組を休止する。
2023年10月1日放送分を以って終了。翌週8日より後番組として『ウマウマ! 〜アノミズキのビギナー育成TV〜』が2024年12月22日まで放送されていた。

## 出演者（終了時）

### 国王（メインMC）
- DAIGO：BREAKERZ、「馬の王子様」元MC、みんなのKEIBA MC（2019年1月6日 - ）

### プリンセス（レギュラーMC）
- 神部美咲

### 執事（進行）
- 小澤陽子：フジテレビアナウンサー（2019年1月13日 - ）

### 準レギュラー （パネラー）
- カンニング竹山：ブラックスピネルの一口馬主、ダートの神様、テレビ西日本制作競馬BEATゲスト
- 土屋伸之：ナイツ
- ノブ：千鳥
- 井森美幸：テレビ東京「ウイニング競馬」元司会、2022年からカンテレ製作の「競馬BEAT」にゲスト出演することもある。
- 高田秋：「BSイレブン競馬中継」土曜日アシスタント
- 斉藤慎二：ジャングルポケット、テレビ東京「ウイニング競馬」司会
- おたけ：ジャングルポケット
- 太田博久：ジャングルポケット
- 具志堅用高
- 佐々木主浩：馬主、ニッポン放送プロ野球解説者
- 高田翔：ジャニーズJr.
- 徳井健太：平成ノブシコブシ
- 吉村崇：平成ノブシコブシ
- レッド吉田：TIM、「BSイレブン競馬中継」及び「うまナビ!イレブン」元MC
- ゴルゴ松本：TIM、「BSイレブン競馬中継」及び「うまナビ!イレブン」元MC
- 筧美和子
- 祥子
- ほのか：元横浜スタジアムビールの売り子
- 高見侑里：「BSイレブン競馬中継」土曜日元キャスター
- 横山ルリカ：北海道文化放送「KEIBAプレミア」MC、競馬BEATファミリー（関西テレビ）、「競馬予想TV!」アシスタント、「競馬血統研究所」研究員、サンスポZBAT!競馬（2017年9月・12月、2018年4月）
- 井戸田潤：スピードワゴン（2018年1月、2月4日、3月18日）
- 天童なこ：「うまンchu」レギュラー、調教ハンター（2018年1月28日、2月4日）
- 倉持由香：尻予想グラドル（2018年1月28日、2月4日）
- 田中道子：女優、9頭身UMAJO（2018年1月28日、2月4日）
- 斎藤司：トレンディエンジェル（2018年2月18日）
- 秋元真夏：乃木坂46（2018年2月25日、3月11日）

### ゲスト
- 藤田菜七子：JRA競馬騎手
- 奥仲麻琴（2018年2月11日）
- 鹿沼憂妃：モデル・俳優（2018年3月18日）
- 太田光：爆笑問題、当番組の前身「うまなりクン」レギュラー（2018年12月23日）
- 福原直英：フジテレビアナウンス室副部長、「うまなりクン」レギュラー（2018年12月23日）
- さとう珠緒：タレント、「うまなりクン」レギュラー（2018年12月23日）

### 競馬解説
- 細江純子[注 1]：元JRA騎手、競馬評論家
- 鳥谷越明：スポーツニッポン競馬記者

### ナレーター
- 佐藤賢治
- 相原嵩明（2017年8月27日放送分）

## 過去の出演者
| 期間 | 期間      | 国王（メインMC） | プリンセス（レギュラーMC） | プリンセス（レギュラーMC） | 執事（進行） |
| --- | --------- | ---------------- | -------------------------- | -------------------------- | ------------ |
| 2017.1.8 | 2018.3.25 | DAIGO            | 小嶋陽菜3                  | 白石麻衣4                  | 堤礼実1      |
| 2018.4.8 | 2019.1.6  | DAIGO            | 小嶋陽菜3                  | 松村沙友理2・4             | 堤礼実1      |
| 2019.1.13 | 2020.3.22 | DAIGO            | 小嶋陽菜3                  | 松村沙友理2・4             | 小澤陽子1    |
| 2020.4.5 | 2023.10.1 | DAIGO            | 神部美咲                   | 神部美咲                   | 小澤陽子1    |
| - 1 フジテレビアナウンサー - 2 レギュラー前も不定期に出演 - 3 AKB48メンバー（小嶋は2017年4月19日まで） - 4 乃木坂46メンバー（当時） |           |                  |                            |                            |              |

### 代行

#### 堤の代行
- 三上真奈：フジテレビアナウンサー（2017年9月17日）

#### 小澤の代行
- 佐久間みなみ：フジテレビアナウンサー(2020年12月26日)　第89回全日本フィギュアスケート選手権取材で欠席のため代行。

## 主な企画

### 3連単5頭BOXならだいたい当たる!?〜こじはる3連単5頭BOX
前番組の『うまズキッ!』から継承。翌日の主要競走展望コーナー。小嶋が同じように3連単5頭ボックス馬券を買い、予想する。このコーナーのみ放送日当日の撮って出しとなっており、枠順や前日のオッズが判明している状態で進行する。小嶋がスケジュールでスタジオにいない場合やスタジオパートそのものがない場合は事前に撮影したVTRで予想を披露する。翌日の『みんなのKEIBA』の予告はここで紹介されている。

### 明日勝つのはこの馬だ!GI大討論会
馬好き芸人やタレントが集まり翌日のGI競走の本命馬・注目馬を討論する。

### 王国軍VS革命軍　春・秋の○番勝負
レギュラー陣(王国軍)と、ゲストチーム(革命軍)に分かれて、GI競走の予想を行い予算1万円で馬券対決を行う。

### セレクトセール取材
毎年7月に行われる、ノーザンホースパークで行われるセレクトセールの様子を紹介。

### まいやんの耳より情報
白石が競馬にまつわる雑学を紹介する。

### 目指せ100万円!炎の自腹1点勝負
タイトル通りに特定の1レースで勝馬投票券を1点自腹購入し、払い戻し100万円以上を目指す。『うまプロ!』、『うまズキッ!』で行われていたもので、引き続き当番組でも恒例企画として継続する。ただし、ドッキリ企画ではなく不定期企画として放送する。

#### 平成ノブシコブシ 目指せ100万円!炎の自腹1点勝負(2017年6月4日放送）
2017年5月28日の最終レース・目黒記念（GII、ハンデキャップ戦）にて。徳井はハッピーモーメント（18頭中13番人気）の複勝を18万円購入し、3着に入り的中。160万2000円（18万円×8.9倍）を手に入れ、当コーナーの払い戻し最高金額を更新した。一方吉村はモンドインテロ→フェイムゲーム→ラニの3連単を12万円購入したがはずれ。12万円の損失となった。

#### ジャングルポケット斉藤慎二 目指せ100万円!炎の自腹1点勝負(2018年6月3日放送）
うまズキッ!から数えて4度目の挑戦。2018年5月27日の最終レース・目黒記念にて。サウンズオブアース（16頭中5番人気）の複勝を35万円購入したが、結果12着に入線しはずれとなる。35万円の損失となり、自身4連続の的中とはならなかった。

## ネット局
| 放送地域   | 放送局                      | 系列           | 放送日時                     |
| ---------- | --------------------------- | -------------- | ---------------------------- |
| 関東広域圏 | フジテレビ（CX） （制作局） | フジテレビ系列 | 日曜 1:15 - 1:45（土曜深夜） |
| 北海道     | 北海道文化放送（uhb）       | フジテレビ系列 | 日曜 1:15 - 1:45（土曜深夜） |
| 宮城県     | 仙台放送（OX）              | フジテレビ系列 | 日曜 1:15 - 1:45（土曜深夜） |
| 福島県     | 福島テレビ（FTV）           | フジテレビ系列 | 日曜 1:15 - 1:45（土曜深夜） |
| 新潟県     | NST新潟総合テレビ（NST）    | フジテレビ系列 | 日曜 1:15 - 1:45（土曜深夜） |
| 長野県     | 長野放送（NBS）             | フジテレビ系列 | 日曜 1:15 - 1:45（土曜深夜） |
| 静岡県     | テレビ静岡（SUT）           | フジテレビ系列 | 日曜 1:15 - 1:45（土曜深夜） |

## スタッフ
2023年7月時点
- プロデューサー：小室俊一
- チーフディレクター：中村明博
- ディレクター：安倍洋平、石岡孝利、横田哲平
- 技術協力：共テレ、fmt、共同エディット、フローレス
- 制作：フジテレビニュース総局スポーツ局スポーツ制作センター
- 制作著作：フジテレビ

### 過去のスタッフ
- 統括：清原邦夫
- プロデューサー：桜井堅一朗、本間学
- プロデューサー・チーフディレクター：宮下正孝
- チーフディレクター：荻谷俊介